# علم الأمراض الجزيئية
علم الأمراض الجزيئية تخصص مُتفرع من علم الأمراض ويركز على دراسة وتشخيص المرض من خلال فحص جزيئات الأعضاء أو الأنسجة أو سوائل الجسم.
يشترك علم الأمراض الجزيئية في بعض جوانب الممارسة مع علم الأمراض التشريحي وعلم الأمراض السريري وعلم الأحياء الجزيئي والكيمياء الحيوية والبروتيوميات وعلم الوراثة ويعتبر في بعض الأحيان تخصصًا «تعابريًا».
وهو بطبيعته متعدد التخصصات، ويركّز بشكلٍ رئيسي على جوانب المرض غير المرئية بالمجهر.
وهو تخصص علمي يشمل تطوير المناهج الجزيئية والجينية لتشخيص وتصنيف الأمراض التي تصيب الإنسان، وتصميم والتحقق من المؤشرات الحيوية التنبؤية الخاصة بالاستجابة للعلاج وتطور المرض، وقابلية الأفراد ذوي التركيبات الجينية المختلفة لتطور مضاعفات المرض.